# دانيال فليتشير
دانيال فليتشير (بالإنجليزية: Daniel Fletcher)‏ هو لاعب كرة قدم أسترالية أسترالي، ولد في 16 أغسطس 1974، وتوفي في 4 أكتوبر 2015 في Lorne, Victoria ‏ في أستراليا.

## وصلات خارجية
- دانيال فليتشير على موقع AustralianFootball.com (الإنجليزية)
- دانيال فليتشير على موقع AFLtables.com (الإنجليزية)